# Ново-Бийское
Ново-Бийское — поселок в Правдинском районе Калининградской области.

## География
Находится в южной части Калининградской области на расстоянии приблизительно 20 км на восток по прямой от административного центра района города Правдинск.

## История
Населенный пункт назывался Фридрихсвальде до 1947 года. В составе Правдинского района с 2006 по 2015 год входил в Железнодорожное городское поселение.

## Население
Численность населения: 218 человек (1910 год), 440 (1939), 83 (русские 68 %) в 2002 году, 55 в 2010.